# تپه حسین الیاسی
تپه حسین الیاسی مربوط به دوره ساسانیان - سده‌های اولیه و میانه دوران‌های تاریخی پس از اسلام است و در شهرستان مراغه، بخش مرکزی، دهستان سراجوی غربی، روستای خرمازرد واقع شده و این اثر در تاریخ ۷ اسفند ۱۳۸۶ با شمارهٔ ثبت ۲۱۲۵۵ به‌عنوان یکی از آثار ملی ایران به ثبت رسیده است.